# اچ‌ام‌اس گلوری (۱۷۸۸)
اچ‌ام‌اس گلوری (۱۷۸۸) (به انگلیسی: HMS Glory (1788)) کشتی که طول آن ۱۷۷ فوت ۶ اینچ (۵۴٫۱۰ متر) می باشد. این کشتی در سال ۱۷۸۸ ساخته شده است.